# Dira oxylus
Dira oxylus là một loài bướm ngày thuộc họ Nymphalidae. Nó được tìm thấy ở chân núi Drakensberg thấp hơn đến đông Cape đến KwaZulu-Natal ở Nam Phi.
Sải cánh dài 50–60 mm đối với con đực và 55–65 mm đối với con cái. Con trưởng thành bay từ cuối tháng 12 đến đầu tháng 3. Có một lứa một năm
Ấu trùng ăn các loài Poaceae khác nhau, bao gồm Ehrharta erecta.